# قائمة تمائم الألعاب البارالمبية
هذه قائمة تمائم الألعاب البارالمبية، فلكل دورة ألعاب بارالمبية تميمة، وعادةً ما تكون حيواناً مستأنساً في المنطقة أو أحياناً شخصيات بشرية ممثلة للتراث الثقافي. يرتكز ترويج السلع الموجهة للشباب على التمائم في الوقت الحاضر، بدلاً من العلم البارالمبي أو شعارات المنظمة.
ربما كان نوغي وجوغي، تميمتا الألعاب البارالمبية الصيفية 1980 في آرنم، هولندا، أولى التمائم البارالمبية. ولكن منذ تميمة غومدوري في الألعاب البارالمبية الصيفية 1988 في سول، كوريا الجنوبية، ارتبطت تمائم الألعاب البارالمبية بنظيراتها الأولمبية.

## قائمة التمائم
| دورة الألعاب                     | المدينة                | الاسم                                         | التصميم                                                             | المصمم                                           | الأهمية | الصورة |
| -------------------------------- | ---------------------- | --------------------------------------------- | ------------------------------------------------------------------- | ------------------------------------------------ | --- | ------ |
| الألعاب البارالمبية الصيفية 1980 | آرنم                   | نوغي وجوغي                                    | زوج من السناجب                                                      | نيكي أوبرينسن                                    | ربما كانت أول تميمة للألعاب البارالمبية عندما كانت تلك الألعاب لا تزال تسمى الألعاب العالمية لذوي الإعاقة. |        |
| الألعاب البارالمبية الصيفية 1984 | نيويورك/ستك مندويل     | دان دي. لايون                                 | أسد يرتدي حذاءً رياضياً وزياً للركض.                                   | ماريان ماكغراث هيغينز                            | وقع الاختيار على الاسم بعد تصويت الطلاب في مدرسة لذوي الإعاقات الجسدية الحادة. |        |
| الألعاب البارالمبية الصيفية 1988 | سول                    | غومدوري                                       | دبان أسودان آسيويان                                                 | لي يون سو                                        | كانت «غومدوري» (كلمة كورية تعني «الدببة المحشوة») هي تميمة الألعاب البارالمبية في سيول 1988. يظهر الدبان مقيدان معاً للرمز إلى التعاون. |        |
| الألعاب البارالمبية الشتوية 1992 | ألبيرفيل               | ألبي                                          | جبل على زلاجة أحادية                                                | فنسنت ثيبو                                       | تمثل قمة جبل غراند موت في تين. كانت الألوان بيضاء وخضراء وزرقاء، لتمثل الطبيعة والبحيرة. |        |
| الألعاب البارالمبية الصيفية 1992 | برشلونة                | بيترا                                         | فتاة منمطة بلا ذراعين                                               | خافيير ماريسكال                                  | صُورت كفتاة صادقة ودبلوماسية ونشطة ومتعجلة وشجاعة. وباعتبارها أول تميمة بارالمبية ذات إعاقة، كان التصميم مستوحى من صديقة ماريسكال، الفنانة التشيلية الألمانية لورنزا باتنر، فقد كانت مثلها، بلا ذراعان، مما يرمز إلى عدم حملها أي أسلحة، وأنها تمثل السلام والوئام. |        |
| الألعاب البارالمبية الشتوية 1994 | ليلهامر                | سوندره                                        | مخلوق الـ«ترول» خرافي مع قدم مبتورة                                 | تور ليندروبسن ويان سوليم                         | وقع الاختيار على الاسم خلال مسابقة وهو مُشتق من اسم رائد التزلج الكبير سوندره نورهايم. |        |
| الألعاب البارالمبية الصيفية 1996 | أتلانتا                | بليز                                          | فينيق ملون                                                          | تريفور إيرفين                                    | طائر الفينيق هو رمز مدينة أتلانتا. |        |
| الألعاب البارالمبية الشتوية 1998 | ناغانو                 | بارابيت                                       | أرنب أبيض (مع أُذن حمراء وأخرى خضراء)                                |                                                  | أقيمت مسابقة بين الطلاب لإيجاد اسم لتميمة دورة الألعاب البارالمبية الشتوية 1998، ووقع الاختيار على التسمية «بارابيت» من بين 3408 مشاركة مختلفة. |        |
| الألعاب البارالمبية الصيفية 2000 | سيدني                  | ليزي                                          | سحلية ذات رقبة مكشكشة                                               | ماثيو هاتان وجوزيف سيكيريس                       | كان شكل رقبتها يشبه الخريطة المدمجة لأستراليا وتسمانيا |        |
| الألعاب البارالمبية الشتوية 2002 | سولت ليك               | أوتو                                          | ثعلب الماء                                                          | ستيف سمول، لاندور أسوشيتس، وبوبليسيس             | جاء اختيار ثعلب الماء لسرعته ونشاطه. |        |
| الألعاب البارالمبية الصيفية 2004 | أثينا                  | بروتياس                                       | فرس بحر ملون                                                        | سبيروس جوجوس                                     | سُميت التميمة على اسم بروتوس، إله البحر الأسطوري أو إله الأنهار والمسطحات المائية المحيطية. وأخذت عن الأسطورة أيضاً صفتها، حيث تأتي صفة بروتوس، والتي تعني عامةً «متعدد الاستخدام»، «قابل للتغيير»، «قادر على اتخاذ أشكال عديدة». تحمل كلمة «بروتوس» دلالات إيجابية تتعلق بالمرونة والتنوع والقدرة على التكيف. |        |
| الألعاب البارالمبية الشتوية 2006 | تورين                  | آستر                                          | ندفة ثلج بشرية                                                      | بيدرو ألبوكيركي                                  | تمثل آستر ندفة الثلج تفرد كل رياضي مشارك. |        |
| الألعاب البارالمبية الصيفية 2008 | بكين                   | فو نيو ليلي                                   | بقرة مزركشة                                                         | وو جوانينغ                                       | تمثل التعايش المتناغم بين البشر والطبيعة، والرياضيين ذوي الإعاقة الذين يسعون إلى تحقيق التقدم، ومفهوم «التسامي والمساواة والتكامل» لدورة الألعاب البارالمبية الصيفية في بكين 2008." |        |
| الألعاب البارالمبية الشتوية 2010 | فانكوفر                | سومي                                          | مخلوق هجين وأسطوري                                                  | ميومي ديزاين (مجموعة من فيكي وونغ و مايكل مورفي) | تكرم التمائم الأساطير الكندية مع أجنحة طائر الرعد، وأرجل الدب الأسود الأمريكي، وقبعة على هيئة الحوت القاتل بأسلوب فني من شعب الهايدا. |        |
| الألعاب البارالمبية الشتوية 2010 | فانكوفر                | موكموك                                        | مرموط فانكوفري                                                      | ميومي ديزاين (مجموعة من فيكي وونغ و مايكل مورفي) | لم تكن تميمة رسمية، ولكنها بمثابة صديق حميم. |        |
| الألعاب البارالمبية الصيفية 2012 | لندن                   | مانديفيل                                      | شكل بعين واحدة على هيئة قطرة من الفولاذ مطلية باللون الأزرق         | إيريس                                            | تمت سُميت نسبة لاسم مسقط رأس الألعاب البارالمبية، مستشفى ستوك ماندفيل في باكينغهامشير. |        |
| الألعاب البارالمبية الشتوية 2014 | سوتشي                  | شعاع الضوء و ندفة الثلج                       | شعاع ضوء و ندفة ثلج                                                 | ناتاليا بالاشوفا وآنا تشيلينسكي                  | جاء شعاع الضوء من كوكب مختلف كان ساخناً دائماً، بينما جاءت ندفة الثلج من كوكب كان بارداً دائماً. |        |
| الألعاب البارالمبية الصيفية 2016 | ريو دي جانيرو          | توم                                           | نبات هجين مكون من جميع النباتات البرازيلية                          | لوسيانا إيغوتي وبولو موبيت                       | مستوحى من تنوع النباتات البرازيلية. سُمي على اسم الموسيقي المحلي توم جوبيم عبر تصويت شعبي. |        |
| الألعاب البارالمبية الشتوية 2018 | بيونغتشانغ             | باندابي                                       | دب أسود آسيوي                                                       | ماس سي آند جي                                    | الدب المختار مستوحى من رمز تمائم الألعاب البارالمبية الصيفية 1988. وكان الدب أيضاً رمزاً للقوة والشجاعة. يُشتق اسم التميمة من كلمتين كوريتين: باندال (반달) وبي (비)، وتعني «نصف القمر» للإشارة إلى الهلال الأبيض على صدر الدب الأسود الآسيوي، وتُشير الكلمة الثانية إلى الاحتفال بالألعاب. |        |
| الألعاب البارالمبية الصيفية 2020 | طوكيو                  | سوميتي                                        | مخلوق على شكل روبوت بنقوش وردية مربّعة من الشعار الرسمي وأزهار الكرز | ريو تانيغوتشي                                    | وقع الاختيار على تميمة الألعاب البارالمبية من بين العديد من التصميمات التي قدمها تلاميذ المدارس والرسامين في جميع أنحاء اليابان. ولا تزال هذه التميمة تحظى بشعبية بعد الألعاب ولا تزال تظهر في الأحداث حتى اليوم. |        |
| الألعاب البارالمبية الشتوية 2022 | بكين                   | شوي رون رون                                   | طفل على شكل فانوس صيني                                              | جيانغ يوفان                                      | صُممت باستخدام فوانيس رأس السنة الصينية كنموذج أولي. نظراً لأن الألعاب أقيمت خلال رأس السنة الصينية، مثلت الفوانيس الحصاد والاحتفال والدفء والضوء. يرمز الشكل ذو الأماني في الأعلى إلى السعادة الميمونة؛ ويرمز النمط المستمر لحمامة السلام ومعبد السماء إلى الصداقة السلمية ويسلط الضوء على خصائص المكان الذي يقام الحدث؛ ويدمج النمط الزخرفي فن قص الورق الصيني التقليدي؛ ويمثل الثلج على الوجه رمزاً لـ«سقوط الثلوج الموسمية يعد بعام مثمر». كما يعكس التصميم المجسم ويبرز جمال التميمة. |        |
| الألعاب البارالمبية الصيفية 2024 | باريس                  | فريج الأولمبي                                 | قبعة فريجية                                                         | غيليه ديليريس                                    | قبعة فريجية مجسمة مستوحاة من القبعة التي ارتدتها ماريان في زمن الثورة الفرنسية. وهي أيضاً أول تميمة بارالمبية منذ دورة الألعاب البارالمبية الشتوية 1994 تعاني من إعاقة واضحة بسبب ساقها اليسرى الاصطناعية. كُشف عنها في 14 نوفمبر 2022. |        |
| الألعاب البارالمبية الشتوية 2026 | ميلان-كورتينا دامبيدزو | ميلو                                          | قاقم مبتور الساق                                                    | طلاب معهد كومبرنسيفو في تافيرنا في كالابريا      | منحدر من ميلانو، إحدى المدينتين المضيفتين. ولد دون قدم خلفية يمنى، ويستخدم ذيله للتغلب على العقبات |        |
| الألعاب البارالمبية الصيفية 2028 | لوس أنجلوس             | إزاحة الستار عنها في أواخر 2025 أو أوائل 2026 | سيعلن عنها                                                          | سيعلن عنها                                       | |        |
| الألعاب البارالمبية الشتوية 2030 | الألب الفرنسية         | إزاحة الستار عنها في أواخر 2028               | سيعلن عنها                                                          | سيعلن عنها                                       | |        |
| الألعاب البارالمبية الصيفية 2032 | بريزبان                | إزاحة الستار عنها في أواخر 2030               | سيعلن عنها                                                          | سيعلن عنها                                       | |        |
| الألعاب البارالمبية الشتوية 2034 | سولت ليك-يوتا          | إزاحة الستار عنها في أواخر 2032               | سيعلن عنها                                                          | سيعلن عنها                                       | |        |